# Ergo- og fysioterapi
Ergo- og fysioterapi eller fysio- og ergoterapi bruges ofte som en fællesbetegnelse for følgende to terapimetoder:
- Ergoterapi
- Fysioterapi

| Ergoterapi og fysioterapi | Spire Denne artikel om ergoterapi eller fysioterapi er en spire som bør udbygges. Du er velkommen til at hjælpe Wikipedia ved at udvide den. |